# Эккерсдорф (замок)
Эккерсдорф (нем. Schloss Eckersdorf, пол. Pałac w Bożkowie) — старинный замок в Божкуве (бывшем Эккерсдорфе), в гмине Нова-Руда (Нейроде) в Нижнесилезском воеводстве, Польша.

## История

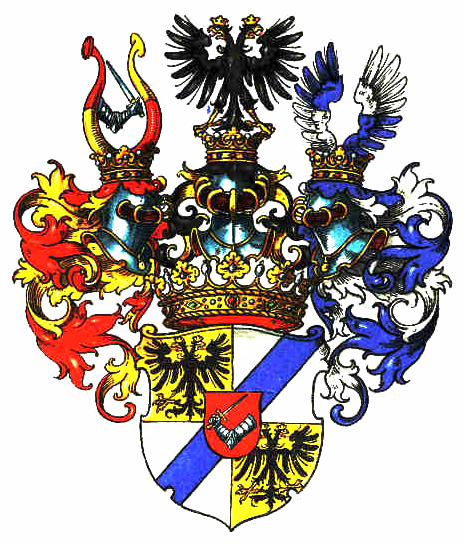
Герб рода фон Магнис

### Ранний период
Дворцово-замковый комплекс возведён в XVI веке. Изначально он задумывался не только как крепость, но и как представительская резиденция. Поэтому большое значение придавалось фасадам, исполненным в стиле Ренессанса.
Примерно с 1520 года имение принадлежало семье фон Рауек. После Тридцатилетней войны поместье было конфисковано и передано императорскому врачу Каспару Яшке фон Эйзенхуту.
Впоследствии замок перешёл к иезуитам. Монахи недолго владели комплексом. Новым собственником Эккерсдорфа стал Иоганн Георг фон Гётцен (1623-1679). Он перестроил замок. Некоторые части комплекса до сих пор хранят черты, сохранившиеся с XVII века.
Барочный парк был заложен в 1750 году. Вероятно, его разбили по распоряжению владевших в ту пору имением представителями рода фон Гётцен.
Последний представитель мужского пола рода фон Гётцен умер бездетным. В итоге замок стал владением его племянника (сына сестры) — Антона Александра фон Магниса. С 1780 года поместье принадлежало только его потомкам. Для семьи фон Магнис комплекс являлся одной из главных резиденций. С 1787 по 1790 год Эккерсдорф был реконструирован и существенно расширен за счёт пристройки флигелей.

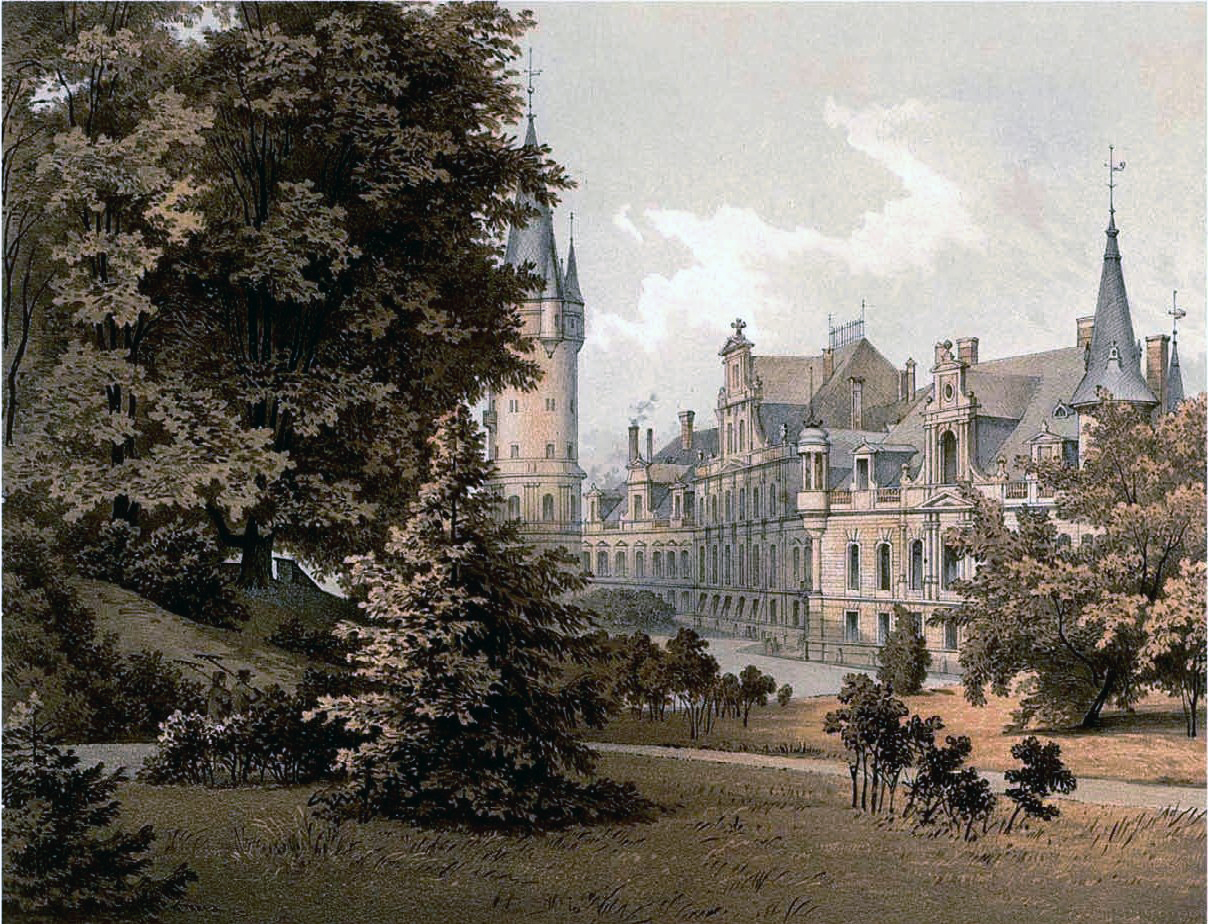
Замок на рисунке 1880 года

### XIX век
Примерно в 1800 году граф Антон Александр фон Магнис приказал провести большой комплекс работ в парке. Его расширили к северу. Новая территория планировалась как ландшафтный парк. Рядом с прудом, согласно моде того времени, создали искусственные руины средневекового замка. Появились павильоны и гроты, а на близлежащем холме возвели смотровую башню. Для целостного восприятия перестроили многие хозяйственные постройки, находящиеся рядом с парком.
В 1858 году главным садовником был назначен Игнац Киттель. Он сумел обогатить оранжереи парка рядом тропических растений, производивших особое впечатление на гостей.
В 1870 году в замке произошёл сильный пожар. По распоряжению графа Вильгельма фон Магниса началось не просто восстановление комплекса, но и его серьёзная реконструкция. Фасады приобрели черты стиля классицизм. Помимо прочего, была возведена высокая башня, примыкающая к главному корпусу. Важные изменения произошли и внутри. Интерьеры также реконструировали в духе классицизма.

### XX век
Последним собственником замка являлся граф Фердинанд фон Магнис (1905-1996). Он оставался хозяином резиденции до 1945 года.
После завершения Второй мировой войны данные территории, включая имение Эккерсдорф, вошли в состав Польской народной республики. Семья фон Магнис была вынуждена покинуть родовые владения. Все строения и земля оказались экспроприированы и национализированы новыми властями.
Поначалу в одной из частей здания размещались школа и сельскохозяйственный техникум. При этом значительная часть помещений комплекса пустовала. Сам замок постепенно ветшал. В 1973 году ряд корпусов капитально отремонтировали, а в остальных провели работы по укреплению фундаментов и фасадов.
В 1981 году Эккерсдорф получил статус памятника архитектуры. Тем не менее к концу XX века замок, оставшийся без надлежащего ухода, представлял из себя печальное зрелище.

### XXI век
В 2005 году власти продали комплекс финансовой группе «Фенелон». Новые владельцы заплатили 2,5 миллиона злотых. В 2010 году Эккерсдорф купил инвестор из Собутки. Он провёл тщательную реставрацию фасадов и части помещений. В 2016 году дворцово-замковый комплекс открыл свои двери для посетителей. Однако многие залы до сих пор остаются неотреставрированными.

## Замковый парк
Парк, окружающий замок, считался одним из самых красивых садов в стиле барокко в графстве Глатц. Однако в нём нет центральной аллеи, которая согласно традиции должна вести к центральному входу.
Хорошо сохранилась внушительная лестница и аллеи из каштанов и лип. До сих пор можно видеть контраст между садом в стиле барокко и ландшафтным парком.
Сегодня северная часть бывшего графского парка находится в распоряжении местной школы.

## Описание
Главная часть комплекса несимметрична. Почти все корпуса трёхэтажные (верхний — мансардный). Центральный фасад обращён на север и имеет слегка вогнутую форму, что позволяет образовать перед ним небольшую площадь, окружённую крыльями комплекса.
По плану реконструкции, проходившей в XIX веке, замок должен был быть на этаж выше. Это хорошо видно по замковой башне, которая строилась из расчёта, что она будет примыкать к четырёхэтажному восточному крылу.

## Интересные факты
- Среди именитых гостей, посещавших замок, были Джон Куинс Адамс, позднее ставший президентом США, а также короли Пруссии Фридрих Вильгельм III Гогенцоллерн с супругой Луизой и Фридрих Вильгельм IV Гогенцоллерн.
- На фоне замка не раз снимались эпизоды различных художественных фильмов. В частности, его можно видеть в картинах «Дрожь», «Легенда», «Тьма», «Почти ночь» и других.

## Галерея

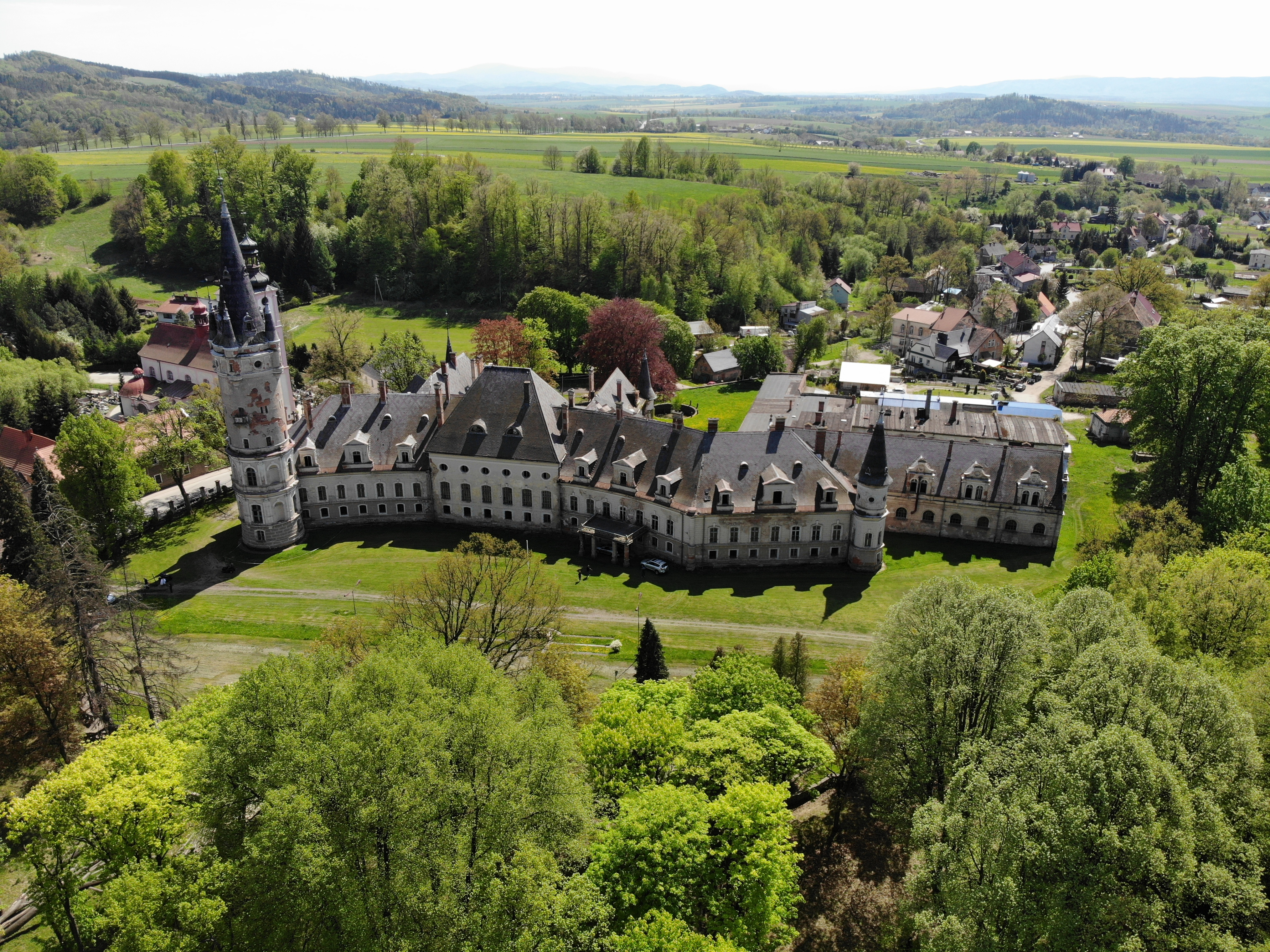
Замок с высоты птичьего полёта
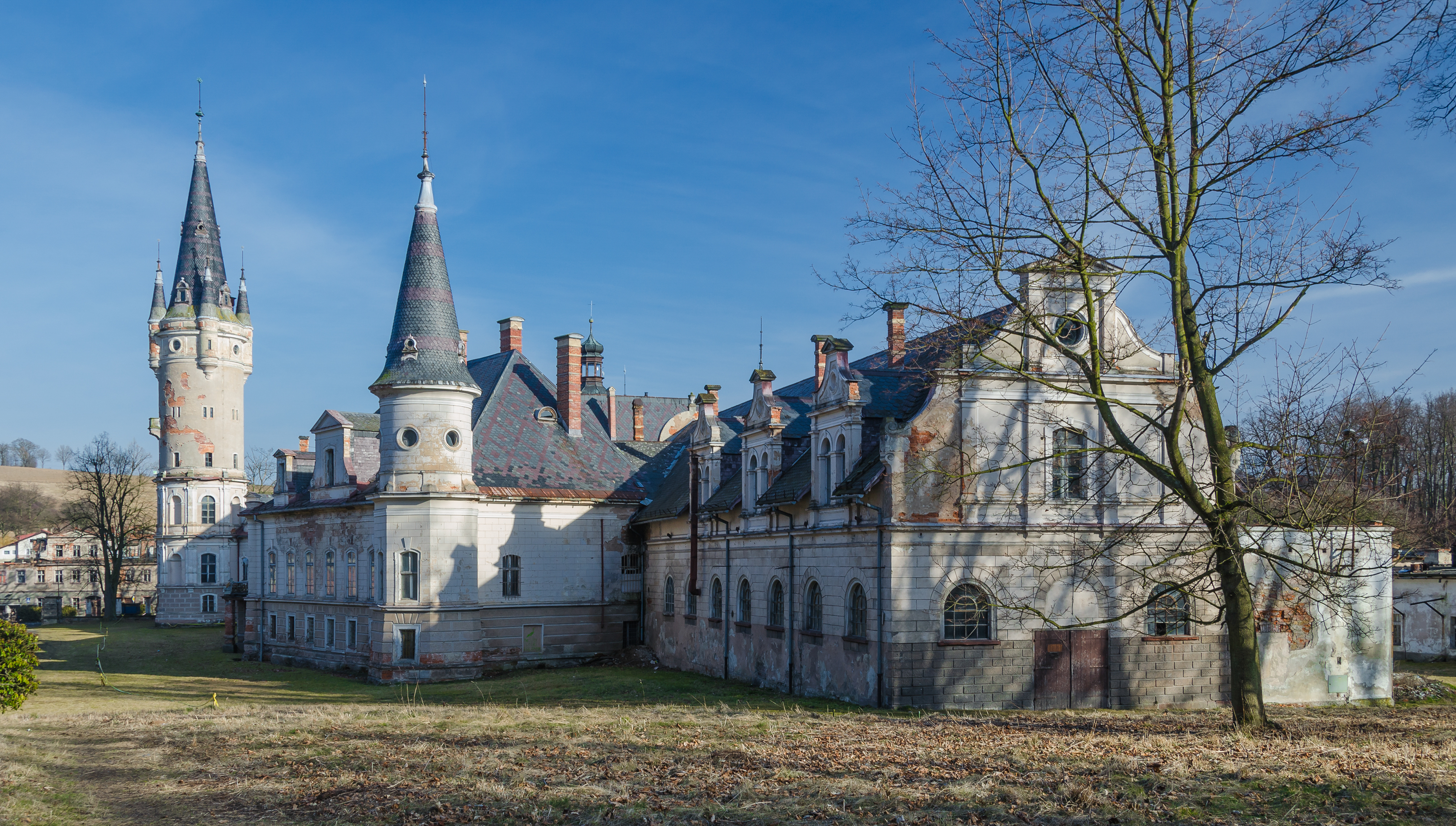
Вид замка с востока
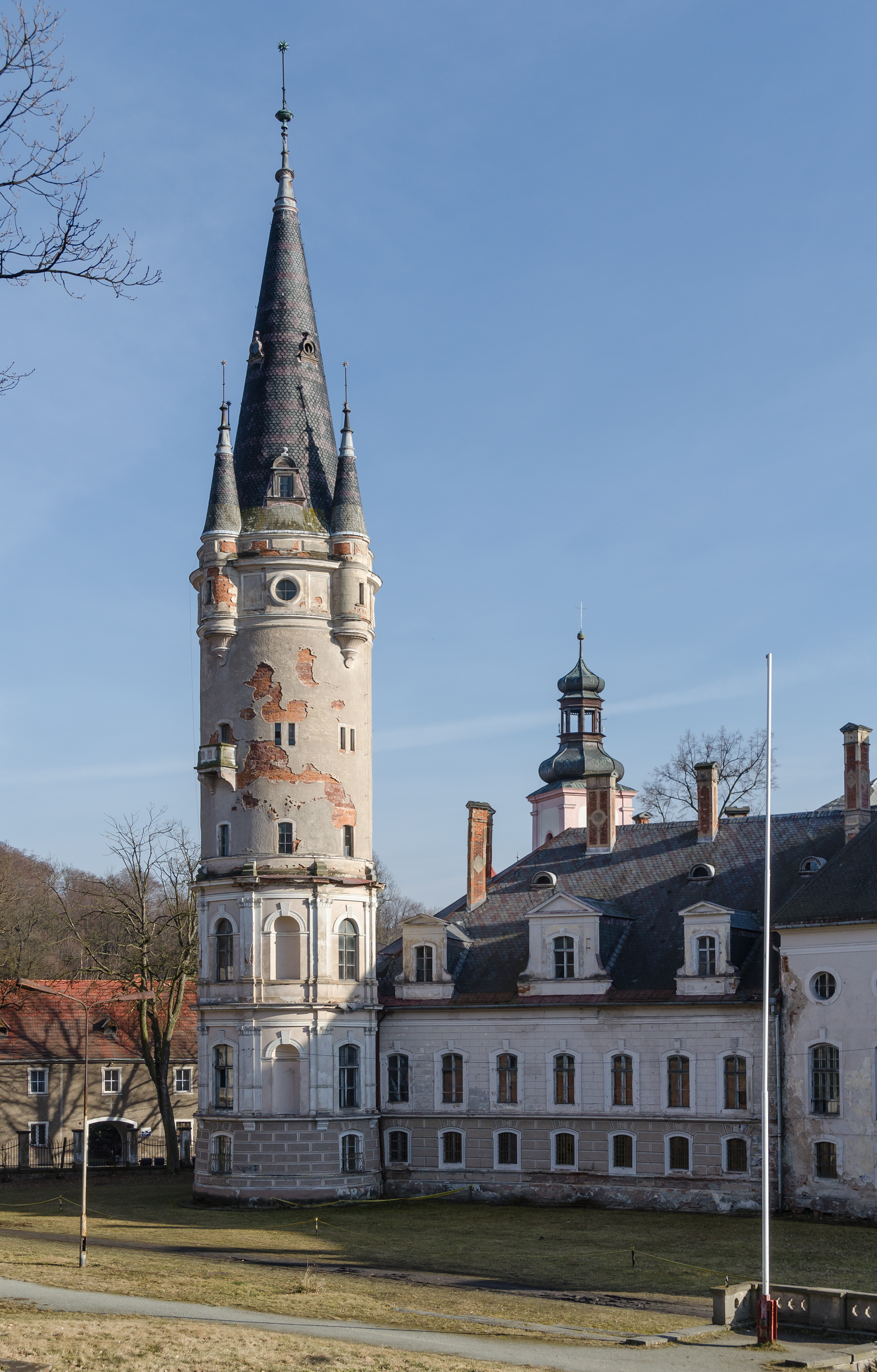
Главная башня замка
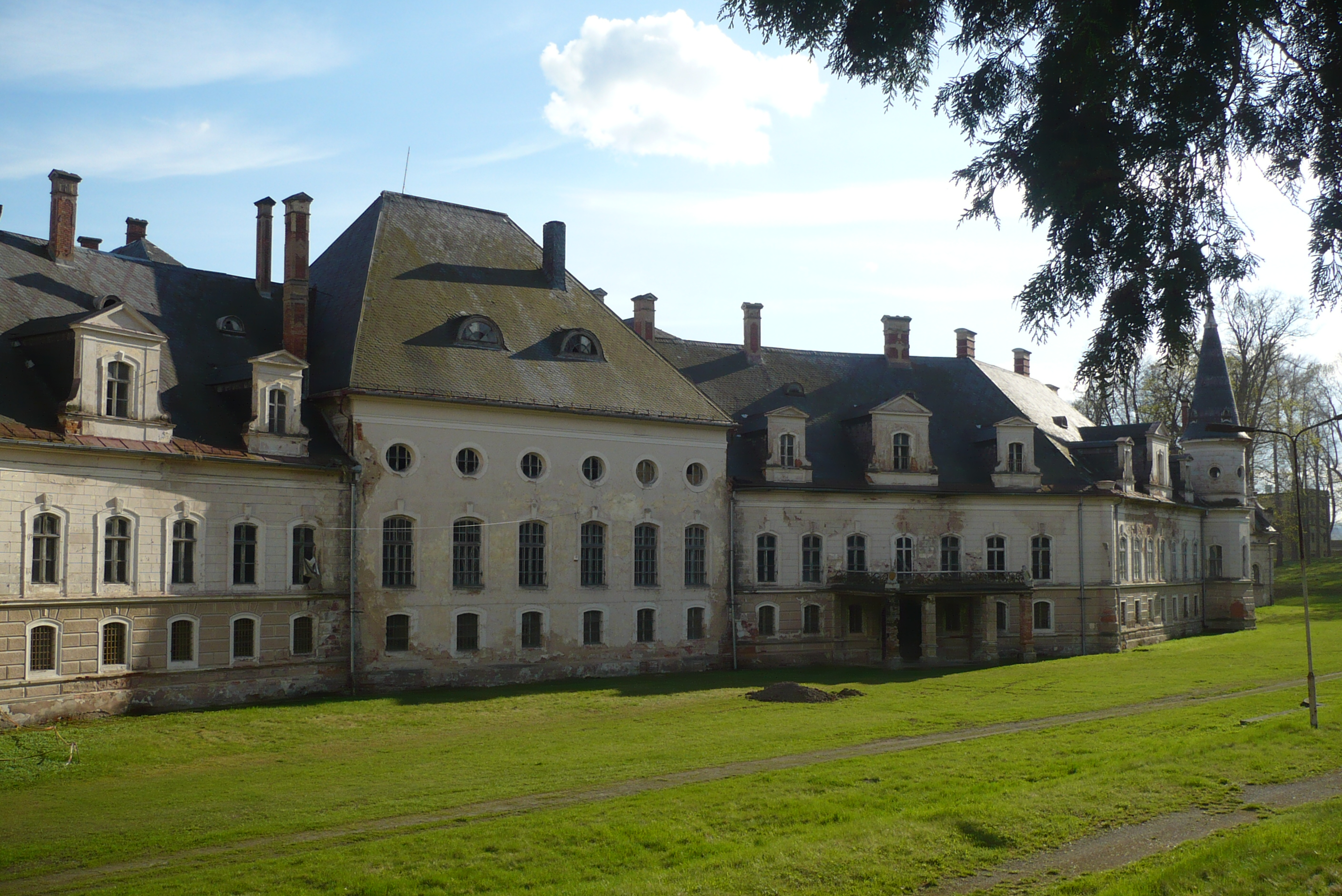
Западная замка
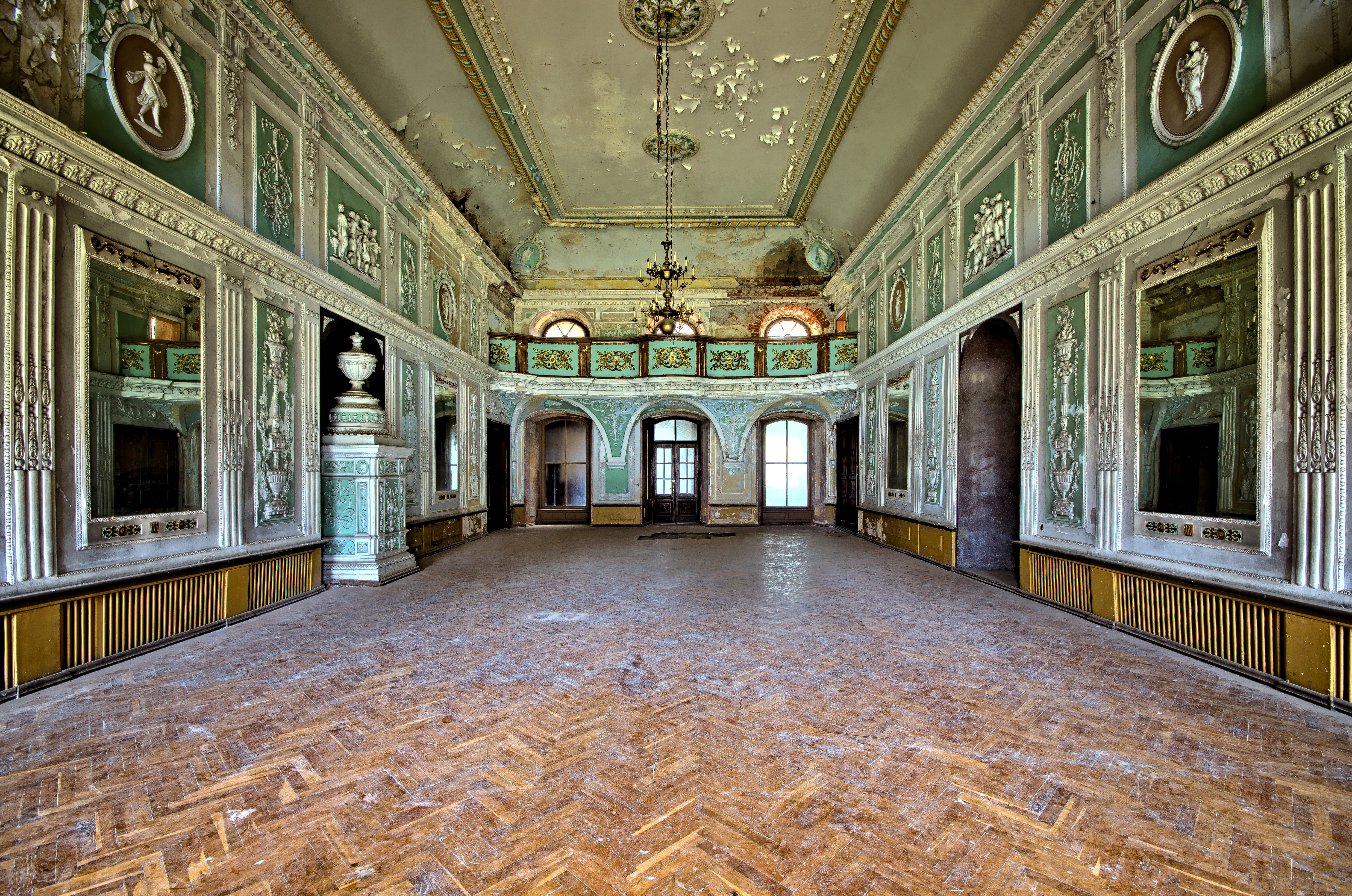
Бывший Бальный зал комплекса